# DDT (ген)
DDT (англ. D-dopachrome tautomerase) – білок, який кодується однойменним геном, розташованим у людей на короткому плечі 22-ї хромосоми. Довжина поліпептидного ланцюга білка становить 118 амінокислот, а молекулярна маса — 12 712.
| 10         |  | 20         |  | 30         |  | 40         |  | 50         |
| ---------- |  | ---------- |  | ---------- |  | ---------- |  | ---------- |
| MPFLELDTNL |  | PANRVPAGLE |  | KRLCAAAASI |  | LGKPADRVNV |  | TVRPGLAMAL |
| SGSTEPCAQL |  | SISSIGVVGT |  | AEDNRSHSAH |  | FFEFLTKELA |  | LGQDRILIRF |
| FPLESWQIGK |  | IGTVMTFL   |  |            |  |            |  |            |

A: Аланін

C: Цистеїн

D: Аспарагінова кислота

E: Глутамінова кислота

F: Фенілаланін

G: Гліцин

H: Гістидин

I: Ізолейцин

K: Лізин

L: Лейцин

M: Метіонін

N: Аспарагін

P: Пролін

Q: Глутамін

R: Аргінін

S: Серин

T: Треонін

V: Валін

Кодований геном білок за функцією належить до ліаз. 
Задіяний у таких біологічних процесах, як ацетилювання, альтернативний сплайсинг. 
Локалізований у цитоплазмі.